# Ребане, Валентина Николаевна
Валентина Николаевна Ребане (13.4.1931—24.12.2006) — советский и российский учёный-физик, доктор физико-математических наук.

## Биография
Родилась 13 апреля 1931 года в с. Сурилово Горьковской области в рабочей семье. Окончив школу, в 1948 году поступил на 1-й курс физического факультета ЛГУ им. А. А. Жданова. Окончив его в 1954 году по кафедре оптики, получила распределение в Москву в Физический институт имени П. Н. Лебедева АН СССР. В 1960 году вернулась в Ленинград, после чего работала на кафедре общей физики № 1 физического факультета ЛГУ. В 1980 году защитила докторскую диссертацию.
Автор более 80 научных работ. Внесла крупный вклад в теорию испускания света при анизотропных столкновениях атомов и молекул.
Преподавала общую физику на физическом факультете ЛГУ/СПбГУ, читала спецкурсы для студентов, обучающихся по специальности «квантовая электроника» (в частности, «Неприводимые тензорные операторы»).

### Премии
- Первая университетская премия (1985, за работы по релаксации газовых состояний, совместно с Т. К. Ребане)

## Избранные работы
- Ребане В. Н., Ребане Т. К. Проявление высших поляризационных моментов электронной оболочки атома в столкновительном переносе заселённости между уровнями сверхтонкой структуры // Оптика и спектроскопия. — 2002. Т. 92. — № 1. — С. 5—9.
- Ребане В. Н., Ребане Т. К. Проявление высших поляризационных моментов в дипольном излучении в условиях ступенчатого возбуждения и анизотропных столкновений // Оптика и спектроскопия. — 2001. Т. 90. — № 1. — С. 17—22.
- Ребане В. Н., Ребане Т. К. Вклад гексадекапольного выстраивания в поляризацию квадрупольного излучения при лазерном возбуждении // Оптика и спектроскопия. — 2000. Т. 89. — № 5. — С. 719—724.
- Петрашень А. Г., Ребане В. Н., Ребане Т. К. Зависимость сигнала столкновительных биений поляризаций света от углового момента возбуждённого атомного состояния // Оптика и спектроскопия. — 2000. Т. 88. — № 1. — С. 12—15.
- Ребане В. Н., Ребане Т. К. Проявление анизотропного столкновительного порождения высших поляризационных моментов в поляризации квадрурупольного излучения // Оптика и спектроскопия. — 2000. Т. 88. — № 6. — С. 892—896.
- Петрашень А. Г., Ребане В. Н., Ребане Т. К. О влиянии высших поляризационных моментов на столкновительные биения поляризаций света при лазерном возбуждении // Оптика и спектроскопия. — 1999. Т. 86. — № 5. — С. 720—726.
- Ребане В. Н., Ребане Т. К. Аналитическое исследование сигнала биений круговой поляризации света при анизотропных атомных столкновениях в условиях монохроматического лазерного возбуждения атомов // Оптика и спектроскопия. — 1998. Т. 85. — № 4. — С. 540—546.
- Петрашень А. Г., Ребане В. Н., Ребане Т. К. Влияние газовой среды на столкновительные биения поляризаций света при анизотропных атомных столкновениях в условиях монохроматического лазерного возбуждения // Оптика и спектроскопия. — 1998. Т. 85. — № 6. — С. 907—911.
- Петрашень А. Г., Ребане В. Н., Ребане Т. К. Столкновительные биения поляризаций света в магнитном поле при лазерном возбуждении // Оптика и спектроскопия. — 1998. Т. 85. — № 3. — С. 363—370.
- Петрашень А. Г., Ребане В. Н., Ребане Т. К. Эффективные сечения анизотропной столкновительной релаксации поляризационных моментов возбуждённых атомов водорода с учётом тонкой структуры и лэмбовского сдвига // Оптика и спектроскопия. — 1998. Т. 84. — № 1. — С. 20—30.
- Петрашень А. Г., Ребане В. Н., Ребане Т. К. Анизотропное столкновительное выстраивание атомов водорода в условиях стационарного изотропного возбуждения // Оптика и спектроскопия. — 1996. Т. 80. — № 5. — С. 713—716.
- Петрашень А. Г., Ребане В. Н., Ребане Т. К. Теоретическое исследование анизотропной столкновительной релаксации на сверхтонкой структуре атома кадмия при лазерном возбуждении // Оптика и спектроскопия. — 1995. Т. 79. — № 6. — С. 885—895.
- Петрашень А. Г., Ребане В. Н., Ребане Т. К. Анизотропная столкновительная релаксация возбуждённых атомов водорода // Оптика и спектроскопия. — 1995. Т. 78. — № 4. — С. 579—587.
- Петрашень А. Г., Ребане В. Н., Ребане Т. К. Переход выстраивания в ориентацию при дрейфе ионов в низкотемпературной плазме // Оптика и спектроскопия. — 1994. Т. 77. — № 4. — С. 552—558.
- Казанцев С. А., Петрашень А. Г., Ребане В. Н., Ребане Т. К. Анизотропная столкновительная релаксация поляризационных моментов и самовыстраивание ионов в плазме // ЖЭТФ. — 1994. Т. 106. — № 3. — С. 698—724.
- Петрашень А. Г., Ребане В. Н., Ребане Т. К. Анизотропная столкновительная релаксация упорядоченности атомных угловых моментов и поляризационные явления при лазерном возбуждении // ЖЭТФ. — 1993. Т. 104. — № 2. — С. 2610—2643.
- Петрашень А. Г., Ребане В. Н., Ребане Т. К. Влияние частоты монохроматического возбуждения на столкновительные переходы между сверхтонкими уровнями атома // Оптика и спектроскопия. — 1992. Т. 72. — № 2 — С. 280—289.
- Ребане В. Н., Ребане Т. К. О влиянии стенки оптической ячейки на релаксацию возбуждённых атомных состояний и поляризацию света // Оптика и спектроскопия. — 1992. Т. 72. — № 2. — С. 271—275.
- Петрашень А. Г., Ребане В. Н., Ребане Т. К. Зависимость столкновительного порождения ориентации от углового момента атомного состояния // Оптика и спектроскопия. — 1991. Т. 70. — № 4. — С. 730—735.
- Казанцев С. А., Петрашень А. Г., Полежаева Н. Т., Ребане В. Н., Ребане Т. К. Влияние больцмановского фактора на дрейфовое самовыстраивание ионов в плазме // Оптика и спектроскопия. — 1990. Т. 68. — № 4. — С. 932—935.
- Петрашень А. Г., Ребане В. Н., Ребане Т. К. Возникновение линейной поляризации света при совместной анизотропной столкновительной релаксации выстраивания и октупольной ориентации атомного состояния с j=2 // Оптика и спектроскопия. — 1990. Т. 69. — № 1. — С. 17—23.
- Ребане В. Н., Ребане Т. К. Реальна ли самоориентация угловых моментов атомных частиц в плазме? // Оптика и спектроскопия. — 1990. Т. 68. — № 1. — С. 190—191.
- Казанцев С. А., Петрашень А. Г., Ребане В. Н., Ребане Т. К. Релаксация столкновительного самовыстраивания дрейфующих ионов в магнитном поле // Оптическая ориентация атомов и молекул. — Л.: Изд-во АН СССР, 1990. — С. 96—101. Также в: Оптика и спектроскопия. — 1990. Т. 69. — № 5. — С. 983—988.
- Петрашень А. Г., Ребане В. Н., Ребане Т. К. Столкновительное превращение выстраивания в ориентацию для атомного состояния с j=2 при монохроматическом возбуждении // Оптика и спектроскопия. — 1990. Т. 69. — № 2. — С. 259—265.
- Ребане В. Н., Ребане Т. К. Квантовые биения поляризаций света, индуцированные анизотропными столкновениями // Оптика и спектроскопия. — 1989. Т. 66. — № 4. — С. 763—767.
- Петрашень А. Г., Ребане В. Н., Ребане Т. К. Релаксация поляризационных моментов атомных состояний с j=3/2 и 2 под действием анизотропных столкновений // Оптика и спектроскопия. — 1989. Т. 67. — № 1. — С. 6—11.
- Петрашень А. Г., Ребане В. Н., Ребане Т. К. Анизотропная столкновительная релаксация атомных состояний с различными электронными угловыми моментами // ЖЭТФ. — 1988. Т. 94. — № 11. — С. 46—59.
- Петрашень А. Г., Ребане В. Н., Ребане Т. К. Столкновительное выстраивание 3p уровня натрия при селективном возбуждении 3p-уровня монохроматическим светом // Оптика и спектроскопия. — 1988. Т. 65. — № 4. — С. 811—914.
- Казанцев С. А., Петрашень А. Г., Полежаева Н. Т., Ребане В. Н., Ребане Т. К. Дрейфовое самовыстраивание ионов в плазме // Письма в ЖЭТФ. — 1987. Т. 45. — № 1. — С. 15—17.
- Петрашень А. Г., Ребане В. Н., Ребане Т. К. Столкновительное порождение выстраивания на уровнях сверхтонкой структуры атомов при монохроматическом возбуждении // Оптика и спектроскопия. — 1987. Т. 62. — № 1. — С. 207—212.
- Ребане В. Н., Ребане Т. К. Физическая причина асимметрии сигнала магнитного вращения плоскости поляризации света в плазме // Оптика и спектроскопия. — 1987. Т. 62. — № 4. — С. 724—726.
- Петрашень А. Г., Ребане В. Н., Ребане Т. К. Влияние сверхтонкой структуры на столкновительное превращение выстраивания в ориентацию // Оптика и спектроскопия. — 1986. Т. 60. — № 1. — С. 25—29.
- Петрашень А. Г., Ребане В. Н., Ребане Т. К. Возникновение ориентации атомных и ионных состояний при анизотропных столкновениях с атомами инертных газов в слабом магнитном поле // Оптика и спектроскопия. — 1986. Т. 60. — № 4. — С. 696—700.
- Петрашень А. Г., Ребане В. Н., Ребане Т. К. Переход анизотропной столкновительной релаксации в квазиизотропную при селективном возбуждении допплеровского контура // Оптика и спектроскопия. — 1986. Т. 61. — № 2. — С. 214—219.
- Ребане В. Н., Ребане Т. К. Возникновение линейной поляризации света вследствие селективного разрушения компонент выстраивания при анизотропных столкновениях // Оптика и спектроскопия. — 1985. Т. 59. — № 4. — С. 771—774.
- Петрашень А. Г., Ребане В. Н., Ребане Т. К. Ориентация атомных состояний при медленных анизотропных столкновениях с ионами в слабом магнитном поле // Оптика и спектроскопия. — 1985. Т. 58. — № 5. — С. 983—987.
- Петрашень А. Г., Ребане В. Н., Ребане Т. К. Самовыстраивание возбужденных атомов в газовом разряде под действием дрейфа ионов // Оптика и спектроскопия. — 1985. Т. 58. — № 1. — С. 37—42.
- Петрашень А. Г., Ребане В. Н., Ребане Т. К. Самовыстраивание ионов в газовом разряде под действием их собственного дрейфа // Оптика и спектроскопия. — 1985. Т. 58. — № 4. — С. 785—789.
- Петрашень А. Г., Ребане В. Н., Ребане Т. К. Выстраивание атомных состояний при столкновениях с медленными заряженными частицами // Оптика и спектроскопия. — 1984. Т. 57. — № 2. — С. 200—206.
- Петрашень А. Г., Ребане В. Н., Ребане Т. К. Поляризационные явления в плазме обусловленные дрейфом ионов // ЖЭТФ. — 1984. Т. 87. — № 1. — С. 147—160.
- Петрашень А. Г., Ребане В. Н., Ребане Т. К. Самоориентация атомов и ионов в плазме газового разряда // Оптика и спектроскопия. — 1984. Т. 57. — № 6. — С. 963—964.
- Петрашень А. Г., Ребане В. Н., Ребане Т. К. Эффективные сечения порождения и разрушения выстраивания для p-дублета при анизотропных столкновениях // Оптика и спектроскопия. — 1984. Т. 56. — № 2. — С. 376—378.
- Ребане В. Н., Ребане Т. К. Влияние оптического выстраивания на скорости столкновительных переходов между уровнями атомных мультиплетов // Оптика и спектроскопия. — 1983. Т. 54. — № 5. — С. 761—763.
- Петрашень А. Г., Ребане В. Н., Ребане Т. К. Выстраивание компонент мультиплетов атомных уровней при столкновениях // Оптика и спектроскопия. — 1983. Т. 55. — № 5. — С. 819—824.
- Петрашень А. Г., Ребане В. Н., Ребане Т. К. Зависимость формы линии от её поляризации при столкновениях в пучках // Оптика и спектроскопия. — 1982. Т. 53. — № 6. — С. 985—991.
- Петрашень А. Г., Ребане В. Н., Ребане Т. К. Обоснование векторной модели переноса ориентации и её обобщение на случай столкновительных переходов между уровнями тонкой структуры // Оптика и спектроскопия. — 1981. Т. 51. — № 2. — С. 237—241.
- Ребане В. Н., Ребане Т. К., Шерстюк А. И. О возможности наблюдения релаксации высших поляризационных моментов в электрическом квадрупольном излучении // Оптика и спектроскопия. — 1981. Т. 51. — № 5. — С. 753—755.
- Петрашень А. Г., Ребане В. Н., Ребане Т. К. Перенос когерентности между уровнями сверхтонкой структуры атомов под действием нерезонансных столкновений II. Перенос выстраивания // Оптика и спектроскопия. — 1975. Т. 39. — № 3. — С. 430—435.
- Петрашень А. Г., Ребане В. Н., Ребане Т. К. Перенос когерентности между уровнями сверхтонкой структуры атомов под действием нерезонансных столкновений I. Перенос ориентации // Оптика и спектроскопия. — 1975. Т. 39. — № 1. — С. 6—13.
- Демков Ю. Н., Ребане В. Н., Ребане Т. К. Адиабатическая теорема Борна и Фока и переходы между магнитными подуровнями атома при столкновениях // Проблемы теоретической физики. Т. 1 — Л.: Изд-во ЛГУ, 1974. — С. 263—279.
- Петрашень А. Г., Ребане В. Н., Ребане Т. К. Вероятности индуцированных столкновениями переходов между вырожденными магнитными подуровнями атома // Вестник ЛГУ. Серия физики и химии. — 1973. — Вып. 22. — С. 25—31.
- Петрашень А. Г., Ребане В. Н., Ребане Т. К. Релаксация электронных мультипольных моментов и столкновительная деполяризация резонансной флуоресценции ансамбля атомов, находящихся в состоянии с внутренним квантовым числом j=2 // Оптика и спектроскопия. — 1973. Т. 35. — № 3. — С. 408—416.
- Ребане В. Н., Ребане Т. К. Деполяризация флуоресценции атомов под влиянием столкновений при наличии сверхтонкой структуры. I. Общая теория // Оптика и спектроскопия. — 1972. Т. 33. — № 3. — С. 405—412.
- Ребане В. Н., Ребане Т. К., Черенковский В. А. Деполяризация флуоресценции атомов под влиянием столкновений при наличии сверхтонкой структуры. II. Деполяризация 6d-состояния таллия // Оптика и спектроскопия. — 1972. Т. 33. — № 4. — С. 616—622.
- Ребане В. Н., Ребане Т. К. Деполяризация флуоресценции атомов под влиянием столкновений при наличии сверхтонкой структуры. III. Теория возмущений // Оптика и спектроскопия. — 1972. Т. 33. — № 4. — С. 657—663.
- Ребане В. Н., Ребане Т. К. Взаимопревращение различных типов поляризации при столкновениях в слабом однородном магнитном поле // Оптика и спектроскопия. — 1971. Т. 30. — № 2. — С. 367—369.
- Ребане В. Н., Ребане Т. К. Влияние индуцированных столкновениями переходов между подуровнями возбуждённого состояния на деполяризацию резонансной флуоресценции атомов в магнитном поле // Оптика и спектроскопия. — 1965. Т. 20. — № 2. — С. 185—193.
- S. A. Kazantsev, A. G. Petrashen‘, V. N. Rebane, T. K. Rebane, V. N. Funtov, C. Neureiter, L. Windholz. Spectropolarimetric effects induced by ion drift in plasma // Physica Scripta 1995, 52, № 5, p. 572—587.

## Семья
Муж — Ребане, Томас Карлович (13.4.1930—11.12.2012), физик-теоретик, доктор физико-математических наук, профессор, заведующий лабораторией кафедры квантовой механики физического факультета ЛГУ/СПбГУ; родилась с ним в один день с разницей в один год;
- Сын Юрий, физик-теоретик, кандидат физико-математических наук;
- Дочь Ирина;
  - внуки.